# Ono-i-Lau
Ono-i-Lau ist ein isoliert gelegenes Atoll im Südosten des Inselstaates Fidschi im Pazifischen Ozean. Es ist nach Tuvana-i-Ra und Tuvana-i-Colo das dritt-südlichste Atoll des Lau-Archipels (wobei das vollständig überflutete Atoll Vuata Ono außer Acht gelassen wurde) und stellt die südlichste bewohnte Landmasse Fidschis dar.

## Geographie
Ono-i-Lau ist ein typisches Atoll mit Inseln im Zentrum der Lagune – dem erodierten Gipfel des einstigen Vulkans – sowie zahlreichen Motus, die dem äußeren Saumriff aufliegen. Das Atoll hat Abmessungen von 13 × 9 km und weist eine Landfläche von knapp 8 km² auf. Die höchste Erhebung beträgt 113 m über dem Meer. Von der nächsten Insel Vatoa im Nordosten ist es rund 90 km, von den von Tonga beanspruchten Minerva-Riffen im Süden etwa 300 km entfernt. Zentral gelegen auf der größten Insel Ono Levu befindet sich ein Flugplatz (IATA-Code: ONU, ICAO-Code: NFOL). Hauptort des Atolls ist Nukuni. Weitere Dörfer sind Lovoni, Matokana und Doi (Ndoi, auf der zweitgrößten, gleichnamigen Insel des Atolls). Auch die Insel Vatoa, 90 km weiter nördlich, gehört mit ihrem gleichnamigen Dorf traditionell zu Ono-i-Lau.
Die Bevölkerung des Atolls nahm zwischen 1982 und 2002 von 767 auf 583 ab.